# منطقة سينجرولي
سينجرولي رمزها «SN» (بالإنجليزية: Singrauli)‏ ، هو تقسيم إداري لدولة الهند تتبع ولاية مدية برديش (بالإنجليزية: Madhya  Pradesh)‏ ، مركزها هو مدينة وايدهان (بالإنجليزية: Waidhan)‏ عدد سكانها حسب تعداد سنة 2001 هو 920,169 ، مساحتها 5,672 كم² وكثافة السكان 162 لكل كم² .